# Jon Aurtenetxe
Jon Aurtenetxe Borde, mais conhecido como Jon Aurtenetxe (Amorebieta-Echano, 3 de janeiro de 1992), é um futebolista espanhol que atua como zagueiro. Atualmente, joga pelo Atlético Baleares.

## Carreira
Foi campeão com a seleção espanhola no Campeonato Europeu de Futebol Sub-19 de 2011. É jogador do Athletic Bilbao. Ainda no ano de 2013, Jon Aurtenetxe foi emprestado ao Celta de Vigo por uma temporada.